# Lippia gossweileri
Lippia gossweileri là một loài thực vật có hoa trong họ Cỏ roi ngựa. Loài này được S.Moore mô tả khoa học đầu tiên năm 1919.